# Пригожевский
Пригожевский — посёлок в Урицком районе Орловской области России.
Входит в состав Котовского сельского поселения.

## География
Расположен западнее деревни Большое Сотниково и южнее деревни Васильевка. Через Пригожевский протекает речка, в него заходит просёлочная дорога.
В посёлке имеется одна улица — Пригожевская.

## Население
| 2010 |
| ---- |
| 0    |